# Turbigo
Turbigo é uma comuna italiana da região da Lombardia, província de Milão, com cerca de 7.224 habitantes. Estende-se por uma área de 8 km², tendo uma densidade populacional de 903 hab/km².
Faz fronteira com Castano Primo, Cameri (NO), Robecchetto con Induno, Galliate (NO).

## Demografia
| Variação demográfica do município entre 1861 e 2011                               |
|                                                                                   |
| Fonte: Istituto Nazionale di Statistica (ISTAT) - Elaboração gráfica da Wikipedia |